# Higuera de Vargas
Higuera de Vargas es un municipio y localidad española de la provincia de Badajoz, en la comunidad autónoma de Extremadura. Cuenta con una población de 1856 habitantes (INE 2024).

## Situación
Ubicada en el suroeste de la provincia pacense y cercana a la frontera con Portugal, Higuera de Vargas limita al noroeste con Alconchel, Olivenza y con el río Alcarrache, al noreste con Barcarrota y Jerez de los Caballeros, al suroeste con Villanueva del Fresno, y al sur con Zahínos. Pertenece a la comarca de Llanos de Olivenza y al partido judicial de Olivenza.
Dista 56 km de Badajoz. Tiene 67,6 km² y su altitud es de 342 m sobre el nivel del mar, siendo el punto más alto del término municipal 512 m s. n. m. en la prolongación de la sierra del Lugar. Existen dos vértices geodésicos con 476 m s. n. m. en Las Viñas (próxima al casco urbano) y sierra del Pendón (al sur del término municipal).

## Demografía
Higuera de Vargas cuenta con una población de 1856 habitantes (INE 2024).
| Gráfica de evolución demográfica de Higuera de Vargas entre 1842 y 2021                                                                                                   |
| |
| Población de derecho según los censos de población del INE. Población de hecho según los censos de población del INE.En este censo se denominaba Higuera de Bargas: 1842. |

El municipio tuvo en 2023 la renta más baja de España, con 12.737 € por persona y año. Este dato no incluye las comunidades del País Vasco y Navarra, que no pertenecen al régimen común, ni los municipios menores de 1.000 habitantes.

## Historia
La historia primitiva de Higuera de Vargas se puede englobar en los diversos acontecimientos que se suscitaron en la Extremadura sureña hasta la aparición del hombre de Cro-Magnon que es cuando la región sur-occidental de la península ibérica empezará su etapa diferenciada y autóctona. Desde el Neolítico hasta la Cultura Argárica, es probable que la Extremadura sureña también se viera influenciada por la civilización de los pueblos mediterráneos, formara parte del reino de Tartessos, y en definitiva se viera regida por el mítico Argantonio. 

### Periodo romano-visigodo
Un par de siglos a. C. se produciría la romanización de Extremadura que, en un principio, la convertiría en un verdadero campo de batalla con los enfrentamientos de las huestes de Viriato y las legiones romanas. Estas adversidades decaerían al producirse la muerte del caudillo portugués aunque, de hecho, no cesarían las refriegas hasta pasar varias décadas, recrudeciéndose a partir de 1580, cuando Felipe II ocupaba el trono portugués.
En los primeros años del siglo V se iniciaba la invasión visigoda que aunque al principio no afectaba a la Baja Extremadura, poco a poco se irían despoblando grandes zonas aunque por ello no significaría ni la pérdida de cultura ni de unidad latina que fuertemente habían calado en la población de origen íbero.

### Periodo árabe
En los primeros años del siglo VIII, se producía la invasión árabe que, en parte, iba a transformar las costumbres y el sentido de la vida extremeña, puesto que durante los primeros siglos de cultura árabe, aunque se desató la violencia conquistadora tanto de una parte como de otra, en los periodos reconquistadores, Extremadura aprovechaba gananciosamente los aportes arábigos y transformaba su enfoque económico.
La invasión musulmana no encontró una resistencia determinada porque la población de origen hispanorromano nunca se había sentido identificada con la transición visigoda por sus continuas luchas hegemónicas. Durante los tres siglos que duró la invasión visigoda, la baja Extremadura se había visto sometida a unos abusivos tributos; además la colonia judía de origen extremeño, también apoyó el derrocamiento de los nórdicos, puesto que los habían perseguido cruelmente a mediados del siglo VII, reduciéndolos a la esclavitud a los que no se bautizaron.
Y si la invasión romana dejaba la impronta cultural y jurista, además de la religión cristiana y los basamentos del lenguaje, la dominación agarena también complementaba esa cultura y originaba una base económica agroganadera, que hoy todavía es el puntal más significativo de la economía extremeña 

### Baja Edad Media
A partir del siglo XI, tanto Higuera de Vargas como los demás asentamientos de la zona, tomarán derroteros propios en idiosincrasia y costumbrismo, donde además de reflejarse las influencias de las diversas culturas que han pasado por estos territorios, añadirán aportaciones autóctonas que irían desarrollando durante su larga y vieja historia.
Con la fundación del condado de Portocale (el germen de la actual Portugal), todos lo asentamientos extremeños de la zona fronteriza, iban a sufrir un constante acoso y toda serie de iniquidades durante varias centurias. En esta época, la sistemática despoblación la convertiría en tierra de nadie, donde unos la ganaban y otros la perdían con asidua frecuencia. Aquella época de incertidumbre e inestabilidad daría al extremeño esa fortaleza de espíritu y ese aguante innato de aparente resignación con el que hoy todavía se caracteriza.
Badajoz y varias villas extremeñas eran reconquistadas por los cristianos a partir de 1230. En ese periodo parece ser que en 1240 se fundaba Higuera de Vargas por el noble Garci Pérez de Vargas. De todas formas, no está clara la fundación del asentamiento, puesto que posteriormente el señor de Burguillos del Cerro, aparece también como poblador de la zona, y a otro candidato más, llamado Iván de Vargas, también se le atribuye la fundación del pueblo que por su escasa importancia era conocido como Higuerilla.    
Como dato más fiable puede establecerse que Higuera ya existía en 1384 por la relación que dejó el canónigo penitenciario de la catedral de Badajoz, Juan Solano de Figueroa, donde en la Historia de los obispos y pueblos de Badajoz, dice lo siguiente:

Villa de Higuera de Vargas: Era lugar de 300 vecinos y alcanzaba buenas tierras de labranza, pastos para ganados, caza, pesca, aceite, miel, frutas y verduras de todas clases. Su Iglesia Matriz con título de la Purísima Concepción, sita en la plaza mayor del pueblo. Tenía por ermitas a San Lorenzo, Santa Polonia, San Benito y Virgen de Loreto. Al culto sólo queda la Iglesia de la Purísima Concepción y Ermita de la Virgen de Loreto, las restantes se encuentran en ruinas de edificios.

### Edad Contemporánea
A la caída del Antiguo Régimen Higuera de Vargas se constituye en municipio constitucional en la región de Extremadura. Desde 1834 quedó integrado en el partido judicial de Olivenza. En el censo de 1842 contaba con 392 hogares y 1608 vecinos.

## Conquista americana
El presbítero extremeño Vicente Navarro del Castillo, da la relación de vecinos de Higuera de Vargas, donde 22 de sus componentes engrosaron la lista de los extremeños que participaron en la contienda americana durante el siglo XVI. Un tal Hernando Cerrada Marín (que no aparece en la lista del presbítero) fue un capitán conquistador que además de intervenir en los territorios de la actual Colombia, cuando pasó a Venezuela, se perfiló como persona influyente y decidida.
Se avecindó en la Mérida venezolana y además de ser cabildante y terrateniente, políticamente se hizo notar como un señalado “cacique”, puesto que su facción familiar era la que manejaba los asuntos políticos y económicos de aquella zona andina.
Otro de los higuereños que participaron en la Conquista, era Diego Méndez de Segura. Como soldado intervino en la conquista del territorio y en la fundación de Caracas y sería uno de los primeros pobladores de la capital de Venezuela.
Juan Antonio de Mendoza fue gobernador y capitán general de las Provincias de Sonora y Sinaloa en México.

## Patrimonio histórico
Entre los monumentos de Higuera de Vargas, destacan:
- El Castillo del Coso, donado por Alfonso IX a los Templarios, que data del siglo XIII. Su reciente adquisición por parte de la corporación municipal proveniente de la familia del Pozo ha permitido realizar importantes reformas.
- La iglesia parroquial católica bajo la advocación de La Purísima Concepción, en la archidiócesis de Mérida-Badajoz.[6] Edificio de estilo gótico oliventino.
- La ermita Santuario de Nuestra Señora de Loreto, de carácter romero, cuya fama en el pueblo viene precedida de sus cercanos manantiales.

## Otros puntos de interés
La casa de la calle del Espíritu Santo, una vivienda de cierta antigüedad, que ha sido convertida en ermita, donde se venera un imagen pictórica del Espíritu Santo.
Por las inmediaciones del municipio, en su parte oeste, serpentea el río Alcarrache, declarado en este tramo Corredor Ecológico y de la Biodiversidad, donde pueden verse algunas especies protegidas de fauna y flora ibéricas.
La Sociedad Civil La Benéfica, una institución de gran historia, data de 1871, y se crea tras las desamortizaciones civil y eclesiásticas del siglo XIX, con el objetivo de explotar en común fincas que poco a poco los socios de la entidad fueron comprando, hasta llegar en la actualidad casi a las 6000 ha, donde pastorean vacas, ovejas, cabras y otros animales de la especie caballar. También se aprovechan colectivamente las tierras para cultivar cereales, las bellotas que son recogidas a mano y la leña proveniente de las podas de las encinas y alcornoques que pueblan sus abundantes dehesas

## Festividades
Su patrona es la Virgen de Loreto y su patrón el Señor de los Afligidos. La Romería de la Virgen de Loreto y fiesta de las flores se celebra el primer fin de semana de junio. Las ferias y fiestas en honor del Señor de los Afligidos se celebran a finales de agosto principios de septiembre. La fiesta grande o Función del Señor se celebra el 3 de septiembre. También son de interés sus carnavales, la romería de San Isidro o el belén viviente.